# Щиток (ботаніка)

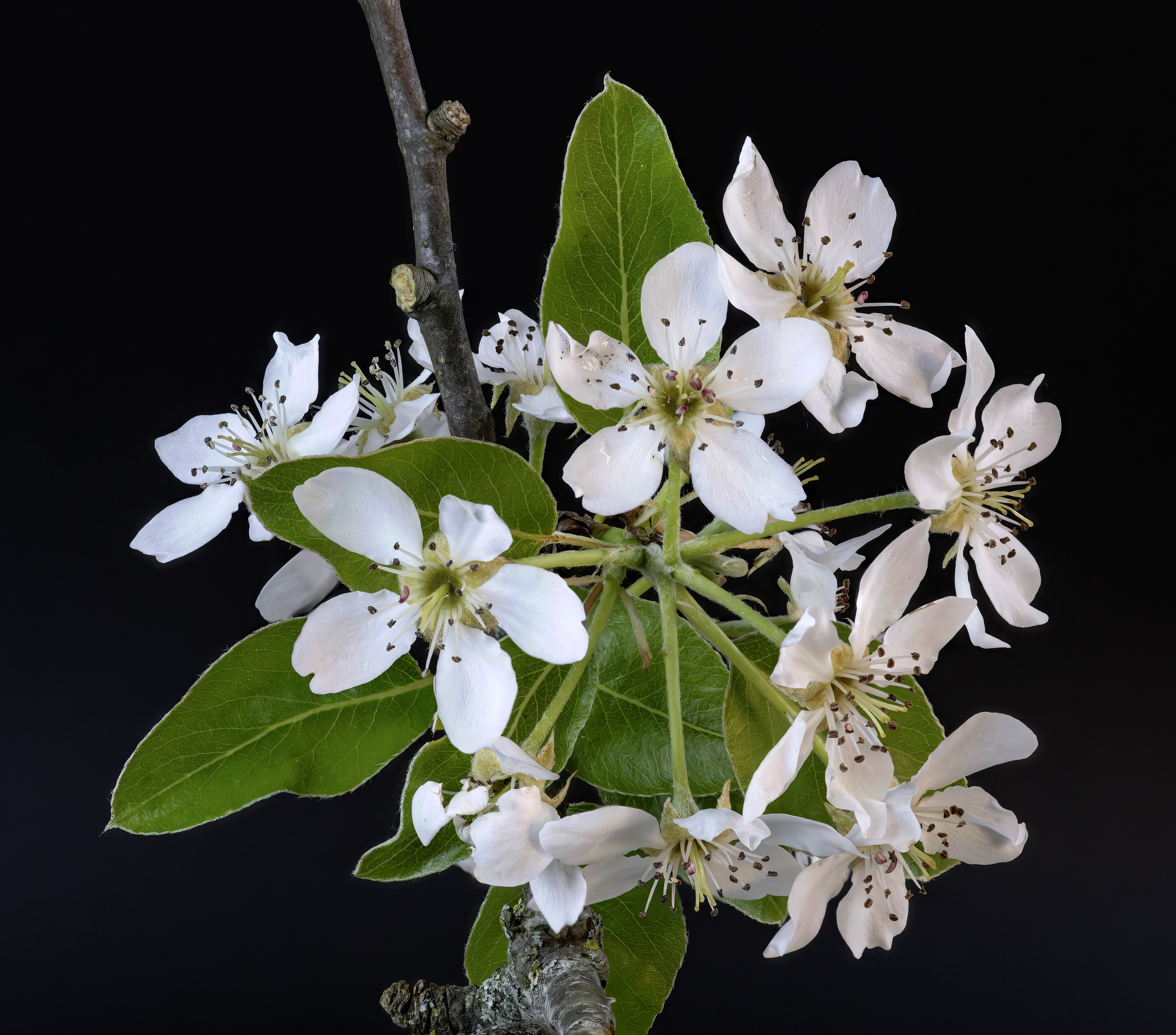
Суцвіття груші звичайної — простий щиток.

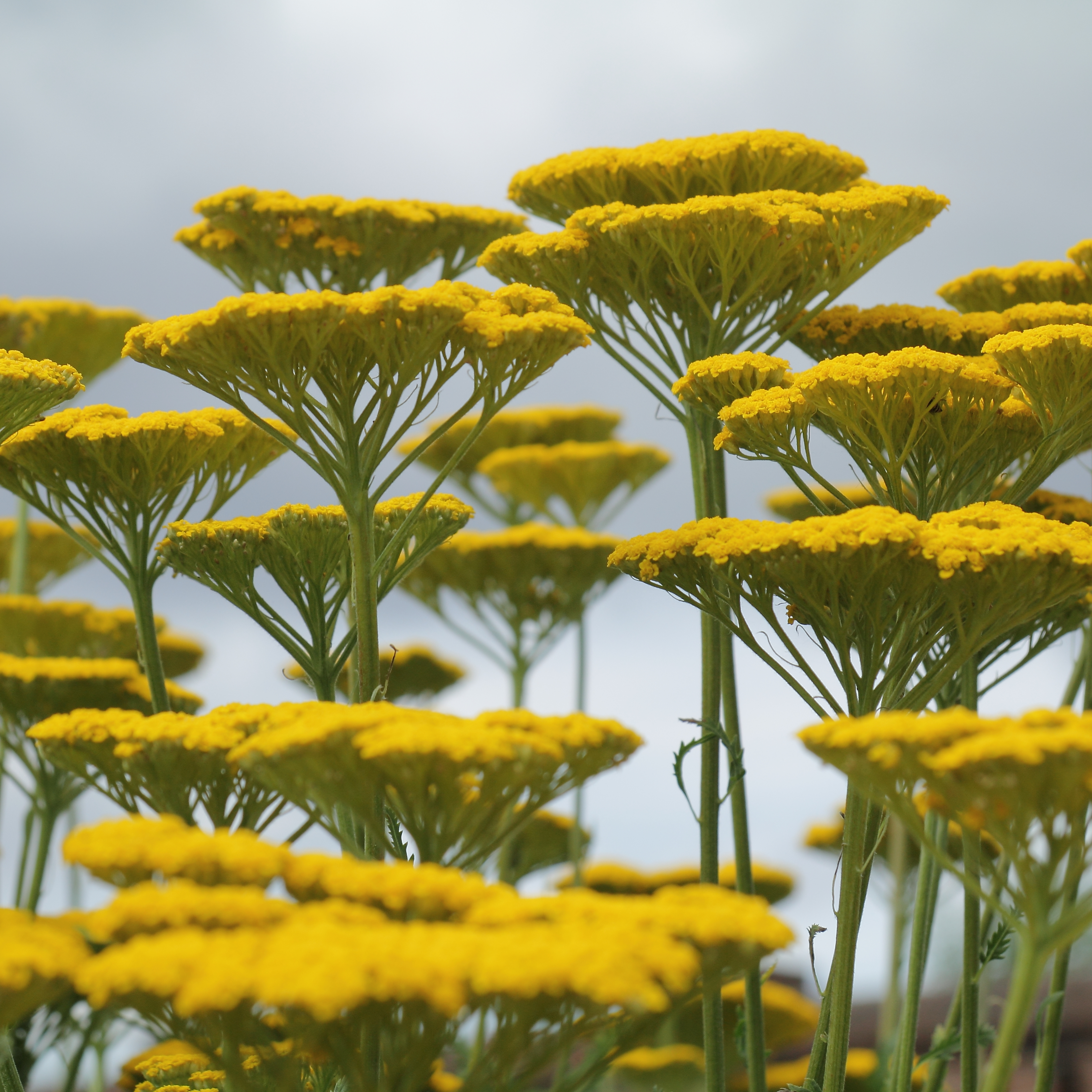
Складні щитки одного з видів деревію — Achillea filipendulina.

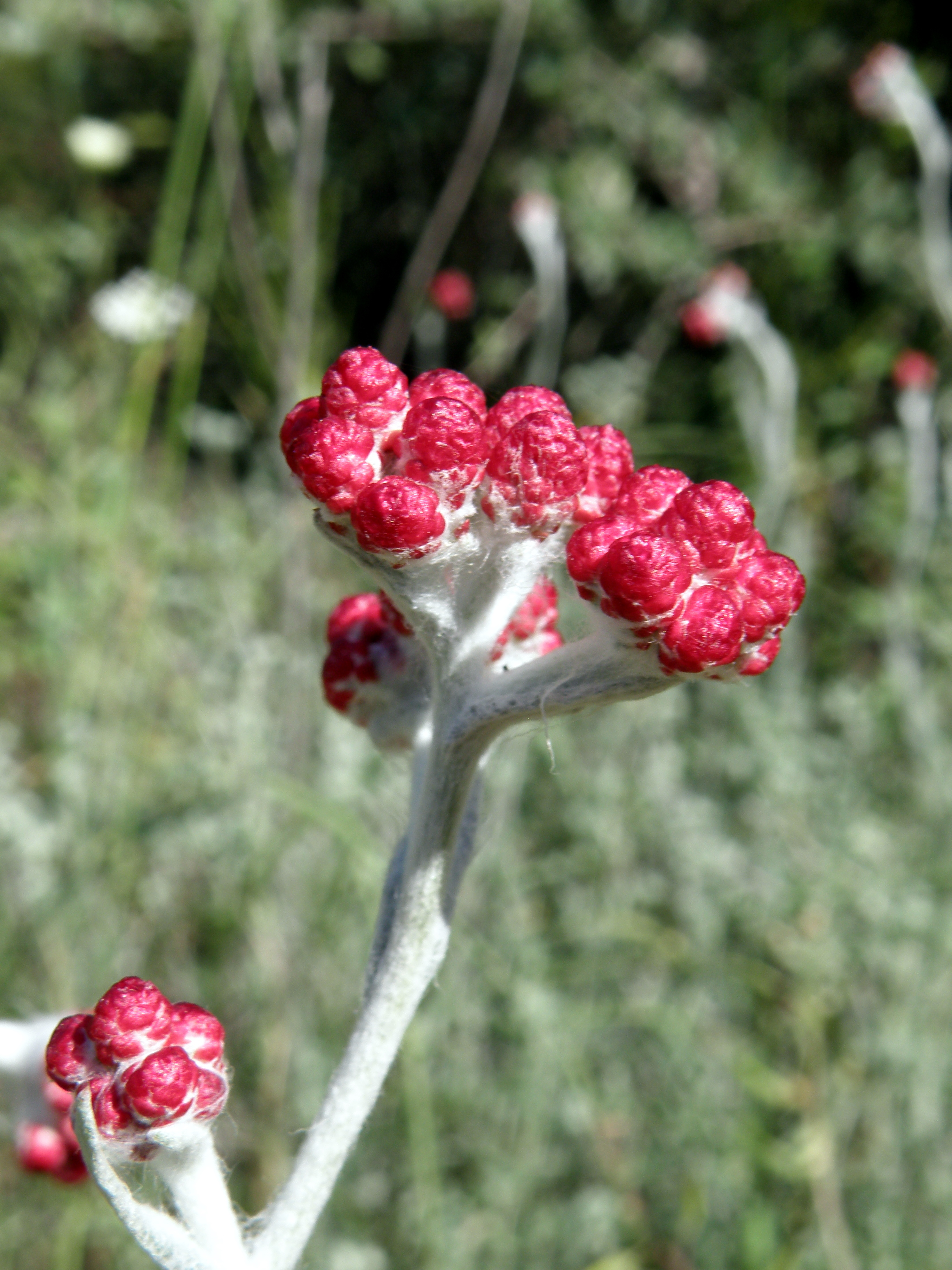
Агрегатні суцвіття одного з видів цмину (Helichrysum sanguineum) являють собою голівки, зібрані в щиток.

Щито́к (лат. corymbus) — тип ботричного суцвіття з головною віссю, від якої відходять квітконіжки різної довжини, що несуть квітки, розташовані в одній площині. Термін походить від слова «щит» і обумовлений зовнішньою схожістю цього знаряддя захисту і просторового розташування квіток, яке створює наче суцільну плоску чи ледь опуклу поверхню. Такого вигляду щиток набуває завдяки тому, що квітконіжки найнижчих квіток у суцвітті завжди довші за квітконіжки квіток, розташованих вище. Як і в інших ботричних суцвіть, у щитку квітки розкриваються в напрямку від периферії до центру, тобто від нижчих до вищих.

## Опис
За морфологічною будовою розрізняють два підтипи щитків:
- прости́й щито́к — має нерозгалужені осі другого порядку, кожна з яких є квітконіжкою, що несе по одній квітці;
- складни́й щито́к — має розгалужені осі другого і третього порядку, які галузяться за тим же принципом, що і головна, тобто являють собою окремі маленькі щитки[2].

Інколи щитки входять до складу агрегатних (мішаних) суцвіть, в яких галуження квітконоса починається за одним типом, а кінцеві парціальні суцвіття належать до іншого. Прикладом такого суцвіття може бути цмин пісковий, у якого щиток складають дрібні голівки.
Філогенетичне походження простого щитка різні дослідники виводять або безпосередньо від китиці, або від зонтика, який є її похідним. У будь-якому випадку за своєю будовою щиток займає проміжне положення між цими двома типами суцвіть. На китицю він схожий наявністю добре означеної головної осі (у зонтика вона сильно вкорочена), але на противагу їй, осі наступних порядків у щитку завжди спрямовані в один бік. Від зонтика щиток відрізняється тим, що його квітконіжки завжди різної довжини, в той час як в зонтику вони однакові або майже дорівнюють одна одній. Натомість, походження складного щитка виводять від іншого типу суцвіття — волоті, у якої міжвузля головної осі сильно вкоротилися, а міжвузля бічних осей, навпаки, добре розвинулись.
| |  |  |  |
| Порівняльні схеми різних суцвіть (зліва направо): 1) китиця; 2) зонтик; 3) простий щиток; 4) складний щиток. |  |  |  |

## Поширення
Хоча обидва підтипи щитків досить добре вирізняються, в описах рослин їх часто подають під узагальненою назвою «щиток» без уточнення рівня складності. Разом з тим, наявність простих чи складних щитків у світі рослин є видоспецифічною — різним систематичним групам рослин притаманні той чи інший підтип цього суцвіття. Так, простий щиток часто трапляється у плодових дерев і чагарників: яблунь, груш, слив, глоду тощо. Усі ці рослини належать до родини Розових. Складні щитки властиві деяким рослинам з родини Айстрових, особливо деревіям і пижму, а також різним видам горобини (родина Розових), калини, бузини (з родини Адоксових), частухам (з родини Частухових). У деяких рослин з родини Капустяних будова суцвіття міняється в процесі його розвитку. Наприклад, в іберійок на початку цвітіння воно виглядає як зонтик або щиток, а потім внаслідок росту головної осі перетворюється на вкорочену китицю.